# Ziridava dysorga
Ziridava dysorga là một loài bướm đêm trong họ Geometridae.